# Александро-Шультино

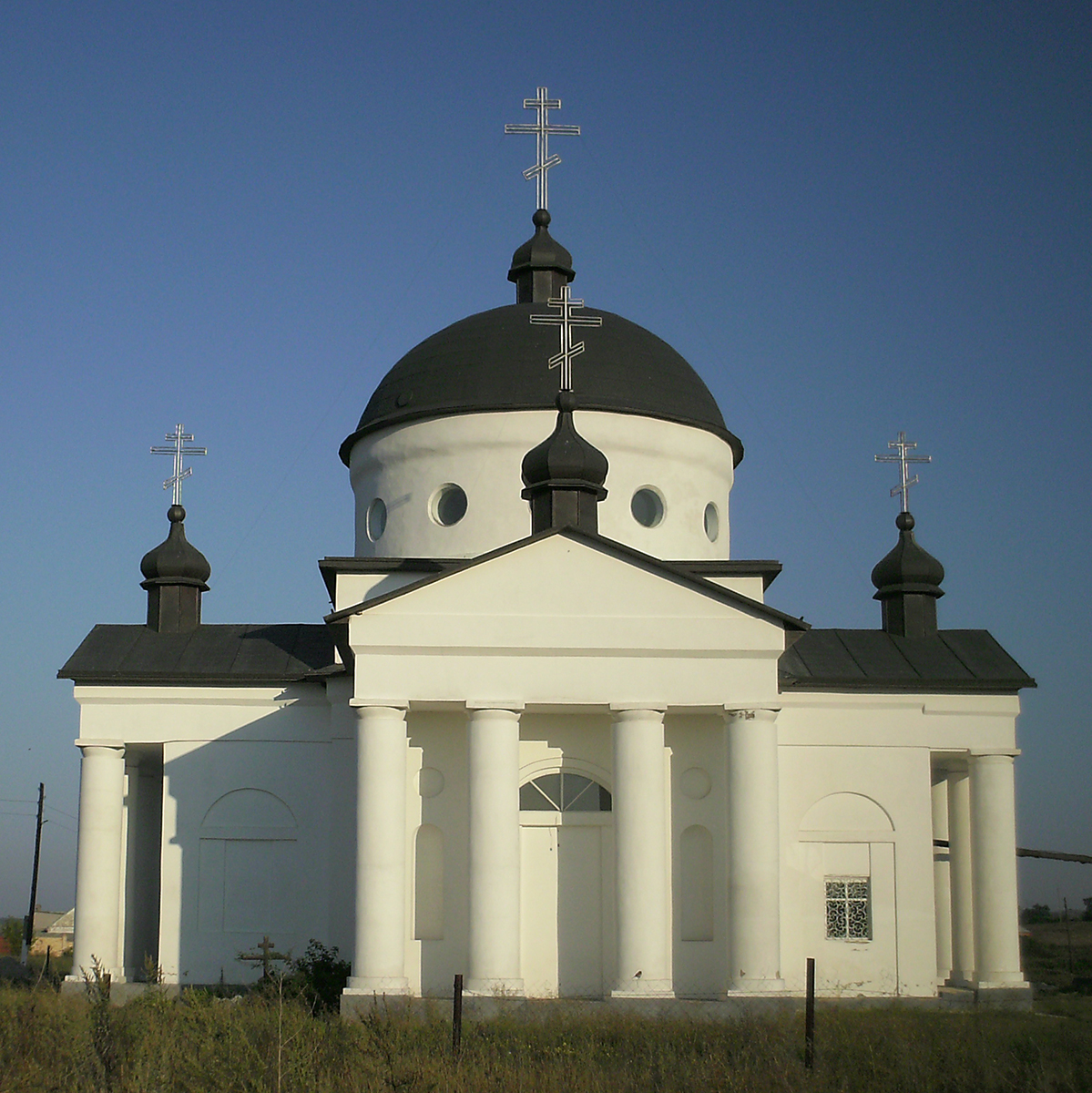
Церковь в Александро-Шультино

Алекса́ндро-Шу́льтино (укр. Олекса́ндро-Шу́льтине) — село в Константиновской городской общине Краматорского района Донецкой области Украины.

## Общие сведения
Население по переписи 2001 года составляло 195 человек. Почтовый индекс — 85142. Телефонный код — 6272.
По состоянию на начало 2025 года в селе оставалось два человека. Об этом сообщил глава областной военной администрации Вадим Филашкин.

## История
История села связана с именем русского полководца генерала-лейтенанта Петра Степановича Котляревского, воспетого А. С. Пушкиным в «Кавказском пленнике». В отставке П. С. Котляревский на ссуду, полученную от государя, купил дом в имении Александрово Бахмутского уезда Екатеринославской губернии и построил храм в честь покровителя воинов — святого великомученика Георгия. Само имение Котляревского не сохранилось. Вместе с полководцем жил его отец — священник Степан Котляревский и бывший соратник — майор Иосиф Шультен. После отъезда П. С. Котляревского в Феодосию управление имением передано И. Шультену. По имени нового владельца имение Александрово получает второе название — Александро-Шультино.

## Известные уроженцы
- Александр Леопольдович Хвыля — советский актёр театра и кино. Лауреат Сталинской премии третьей степени (1950). Народный артист РСФСР (1963).